# Prosoplus strandiellus
Prosoplus strandiellus är en skalbaggsart som beskrevs av Stefan von Breuning 1938. Prosoplus strandiellus ingår i släktet Prosoplus och familjen långhorningar. Inga underarter finns listade i Catalogue of Life.